# Stories in Tea Cups
Stories in Tea Cups este un film românesc din 2015 regizat de Mirona Radu.